# Велике Комполє
Велике Комполє (словен. Velike Kompolje) — поселення в общині Іванчна Гориця, Осреднєсловенський регіон, Словенія. Висота над рівнем моря: 316,7 м.